# Belbari
Belbari (Nepali बेलबारी Belbari) ist eine Stadt (Munizipalität) im östlichen Terai Nepals im Distrikt Morang.
Belbari liegt an der Fernstraße Mahendra Rajmarg zwischen Urlabari im Osten und Itahari im Westen.
Die Stadt entstand 2014 durch Zusammenlegung der Village Development Committees Belbari und Kaseni.
Das Stadtgebiet umfasst 70,1 km².

## Einwohner
Bei der Volkszählung 2011 hatten die VDCs, aus welchen die Stadt Belbari entstand, 31.647 Einwohner (davon 14.556 männlich) in 7515 Haushalten.